# دنیس دیاچنکو
دنیس دیاچنکو (انگلیسی: Denis Dyachenko؛ زادهٔ ۲۵ مهٔ ۱۹۸۶) بازیکن فوتبال اهل اوکراین است.
از باشگاه‌هایی که در آن بازی کرده‌است می‌توان به باشگاه فوتبال تورنتو اشاره کرد.